# Tadeusz Bełza
Tadeusz Bełza (ur. 1925 w Dąbkach w powiecie horodeńskim, zm. 10 stycznia 2007 w Jaminach) – pułkownik dyplomowany saperów ludowego Wojska Polskiego.

## Życiorys
W 1944 roku został powołany do Wojska Polskiego. Jesienią tegoż roku ukończył szkołę podoficerską w 4 Dywizji Piechoty i został skierowany do kompanii podchorążych saperów w Szkole Podchorążych Saperów w Riazaniu. W marcu 1945 został wyznaczony na dowódcę plutonu i wkrótce kompanii saperów w 5 pułku saperów, z którą brał udział w rozminowywaniu Warszawy w 1945 roku. W latach 1945–1948, brał udział w rozminowywaniu Warmii i Mazur oraz wielu innych rejonów kraju. W latach 1948–1949 dowódca kompanii szkolnej w 5 pułku saperów. W 1950 ukończył KDO w Oficerskiej Szkole Inżynieryjno–Saperskiej. Od roku 1950 do 1951 dowodzi szkołą podoficerską. Dowódca batalionu pontonowo-mostowego w latach 1951–1953 w 3 pułku pontonowym, w którym przez następne 2 lata był zastępcą dowódcy do spraw liniowych. Od 1955 do 1959 dowodził 5 pułkiem saperów. W 1959 roku został szefem saperów 23 Dywizji Piechoty. W 1962 wrócił do 3 pułku pontonowego na stanowisko dowódcy tegoż pułku. Następnie w latach 1965–1967 został słuchaczem Akademii Sztabu Generalnego. Po ukończeniu akademii został przeniesiony na stanowisko dowódcy 4 Brygady Saperów, którą dowodził do 1973 roku. Przez kolejne 7 lat kierował Wojskowym Domem Wypoczynkowym w Augustowie.
„Wielki saper, nie tylko ze względu na prawie dwumetrowy wzrost. Niezwykle gościnny, koleżeński, towarzyski, lubił biesiady w gronie przyjaznych sobie ludzi. Zapalony myśliwy. Barwna postać, uchodzi za legendę w Wojskach Inżynieryjnych WP”.

## Awanse
- podporucznik – 17 marca 1945[4]
- major – 1955
- podpułkownik –
- pułkownik –

## Ordery i odznaczenia
- Krzyż Walecznych (1945)
- Srebrny Medal Zasłużonym na Polu Chwały
- Krzyż Kawalerski Orderu Odrodzenia Polski
- Krzyż Oficerski Orderu Odrodzenia Polski
- Złoty Krzyż Zasługi
- Srebrny Krzyż Zasługi
- Brązowy Krzyż Zasługi
- Medal Zwycięstwa i Wolności 1945
- Złoty Medal „Za zasługi dla obronności kraju”
- Srebrny Medal „Za zasługi dla obronności kraju”
- Brązowy Medal „Za zasługi dla obronności kraju”
- Złoty Medal „Siły Zbrojne w Służbie Ojczyzny”
- Srebrny Medal „Siły Zbrojne w Służbie Ojczyzny”
- Brązowy Medal „Siły Zbrojne w Służbie Ojczyzny”
- Odznaka Honorowa Za Rozminowywanie Kraju